# 芝加哥唐人街
芝加哥唐人街，又称芝加哥中国城、芝加哥华埠，是位于芝加哥南区的唐人街，以舍麦路（Cermak Road）和永活街（Wentworth Avenue）为中心。其中永活街以及舍麦路以南的区域一般被认为是“旧中国城”或“舊華埠”，而包括华埠广场以及亚珠街（Archer Avenue）以北的区域被认为是“新中国城”或“新華埠”。芝加哥唐人街始于1910-1912年以安良工商会为代表的华人业主从芝加哥市中心向南搬迁而形成，1990年代拓展出新中国城。
此外在1974年，由和安良工商会对立的协胜公会牵头，市中心剩余的华人向北搬到另一处亚偕街，形成了“北华埠”，而相对应的称南区的唐人街为“南华埠”。目前北华埠以东南亚华侨、东南亚移民业主为主，规模不及南华埠。芝加哥唐人街通常指的是南华埠。

## 建筑
芝加哥唐人街的地标是位于永活街路口的“天下為公”牌楼，为孫中山字迹，牌楼背面则书有“禮義廉恥”。牌楼始建于1975年，于2009年和2019年先后两次整修。紧邻牌楼的宝塔顶风格建筑为培德中心（Pui Tak Center），建于1926至1928年。该建筑以前为安良工商会大楼，1994年美国联邦政府因该大楼运营非法赌博而将其没收，后由华人基督教联合会（CCUC）以180万美元从联邦政府手中拍下，并更名为“培德”，意为塑造品格或培養美德。
舍麦路和永活街转角的华埠停车场外有一座九龙壁，长35英尺，高16.4英尺，宽5英尺。该九龙壁落成于2004年，是美国的首座仿真九龙壁。
距离天下为公牌楼不远处有着一座玻璃幕墙的现代建筑，为芝加哥公共图书馆华埠分馆，内部有两层高，于2015年建成开业。
在永活街的支路西23街上有芝加哥美洲華裔博物館。该博物馆于2005年对公众开放，博物馆的楼因主要捐赠者李秉枢而得名“李秉枢中心”。2008年博物馆遭遇大火损失惨重，经过修缮后于2009年重新开放。
在新中国城西北部的芝加哥河河畔有一片绿地，为谭继平纪念公园，命名以纪念当地华商和活动家谭继平。公园一期竣工于1999年，2011-2013年陆续完成二期三期建设。在该公园可搭乘水上出租车。公园内有一座“祖諒體育館”（Leonard Louie Fieldhouse）。

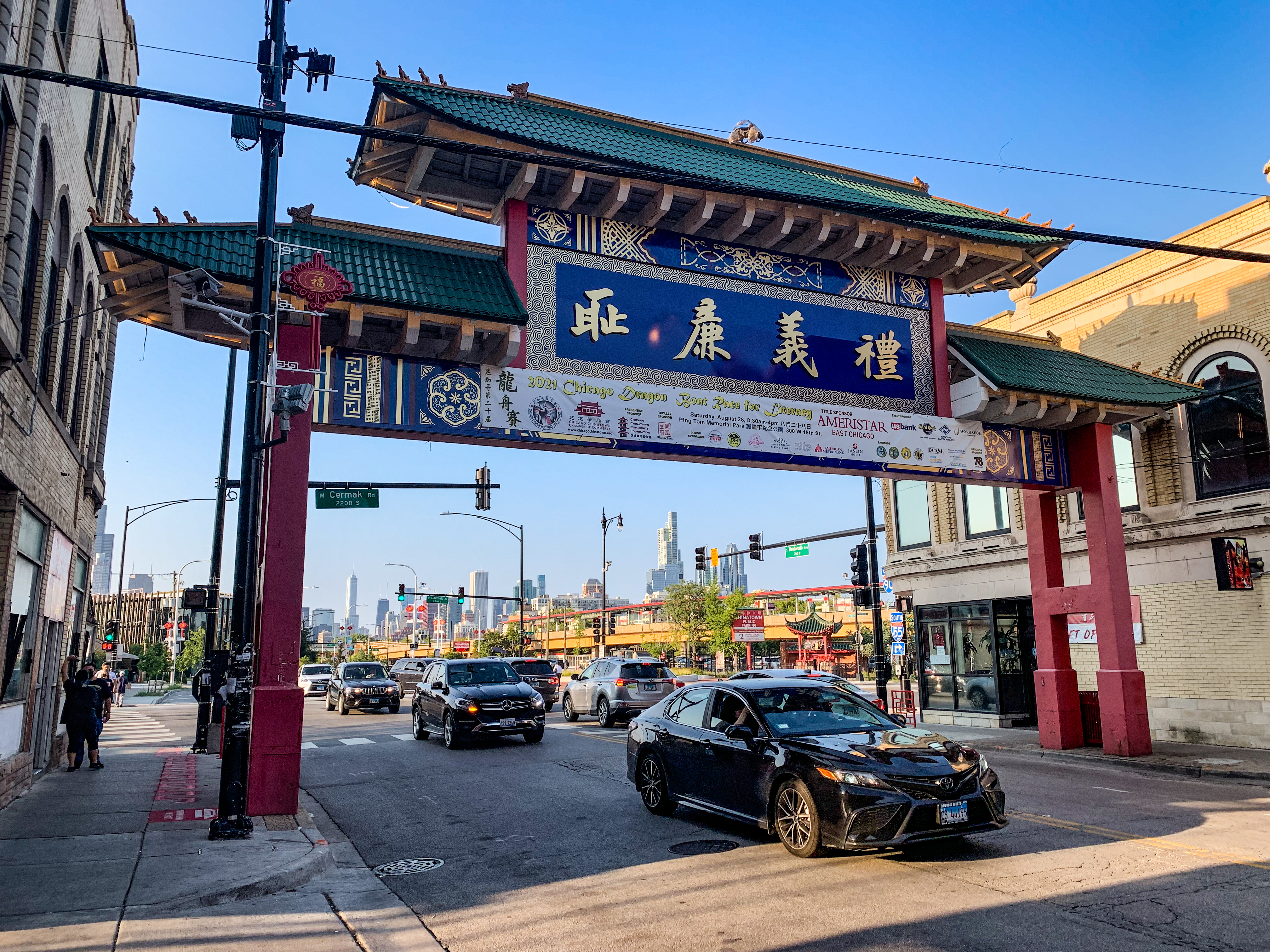
“天下為公”牌楼背面
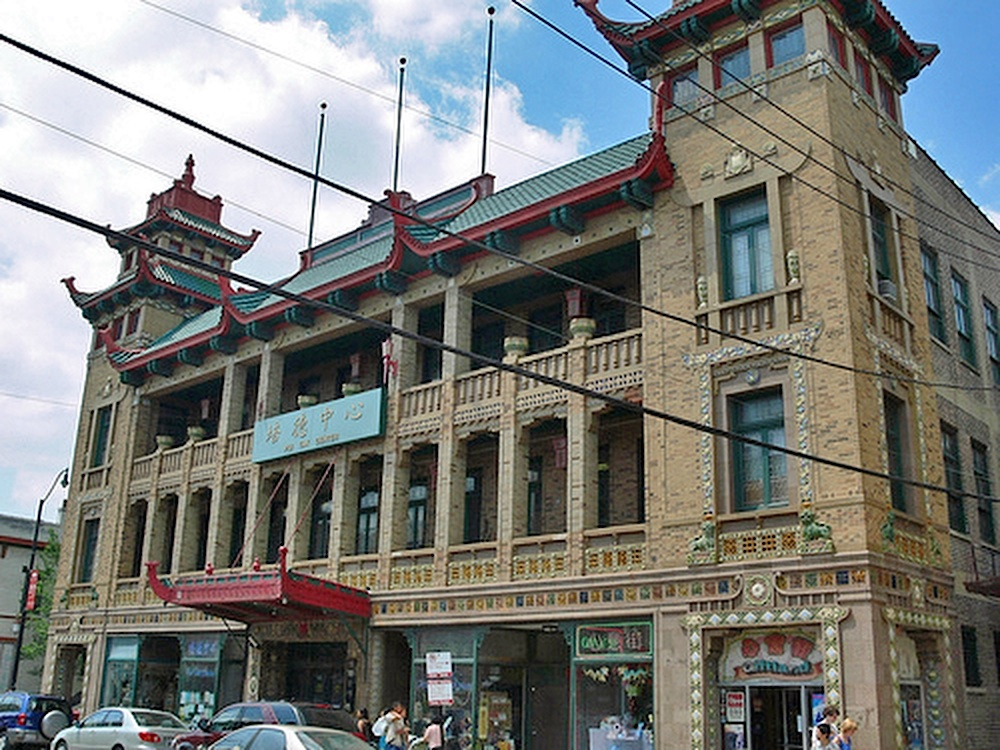
芝加哥培德中心
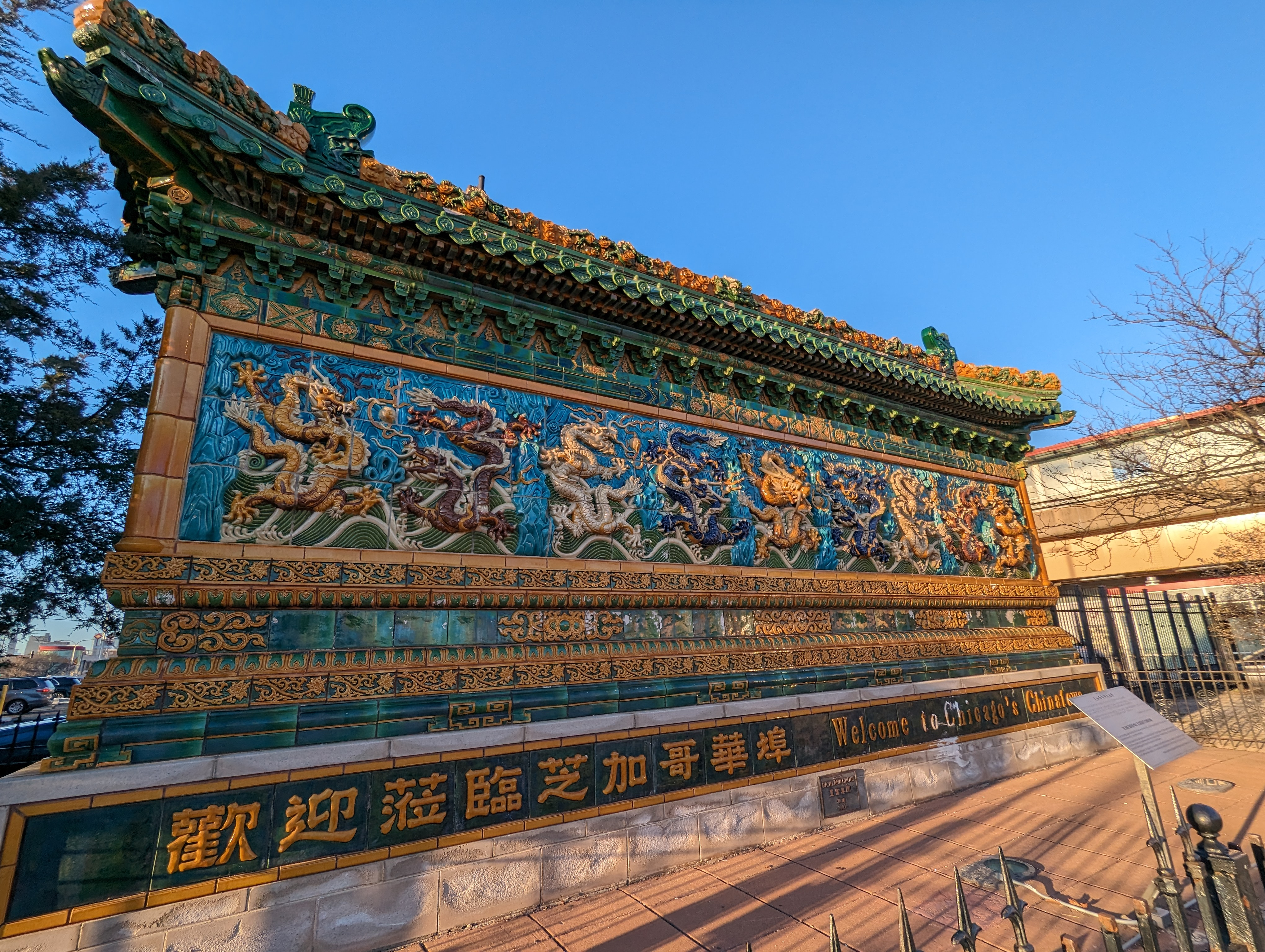
芝加哥华埠九龙壁
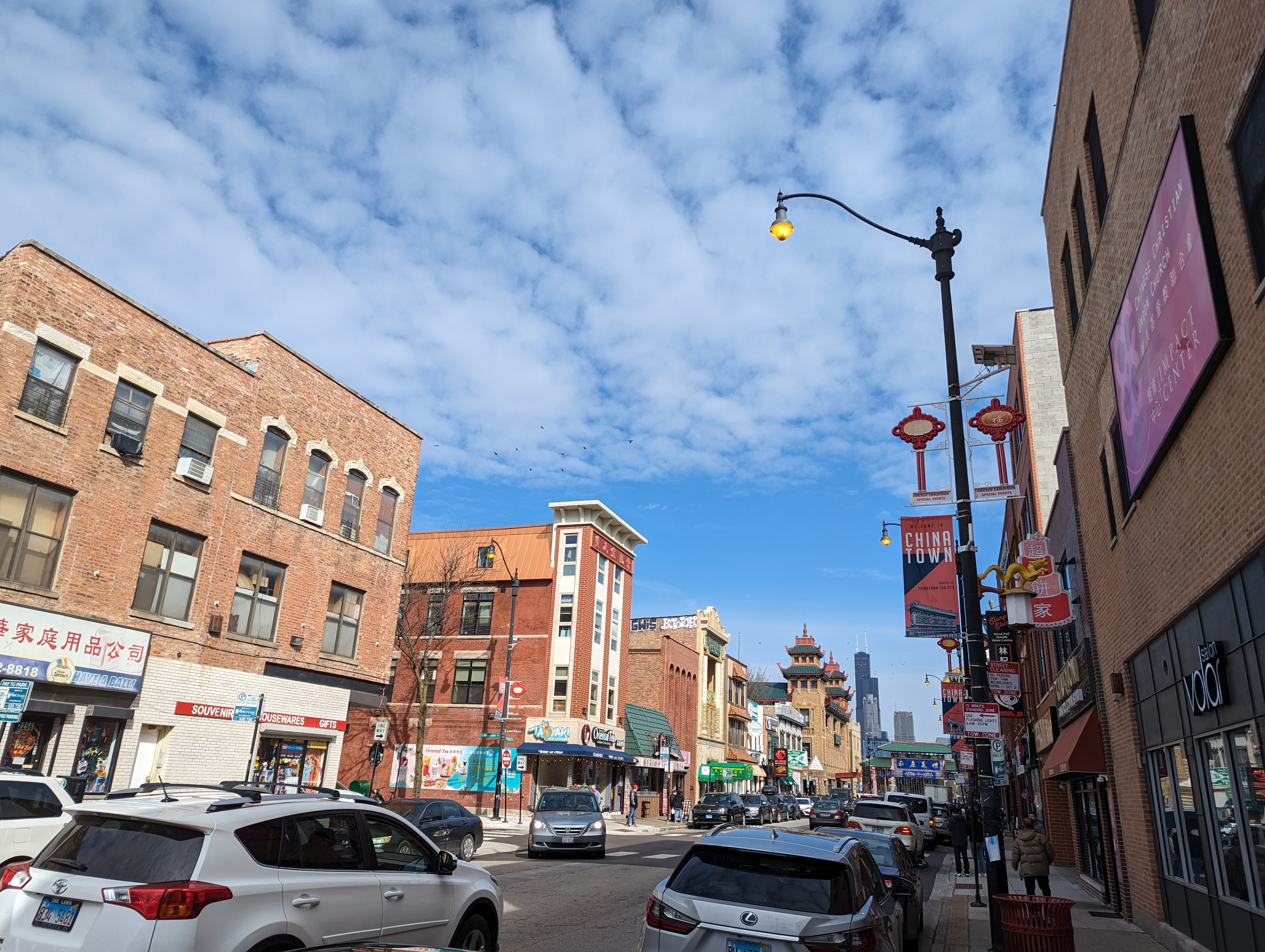
永活街街景
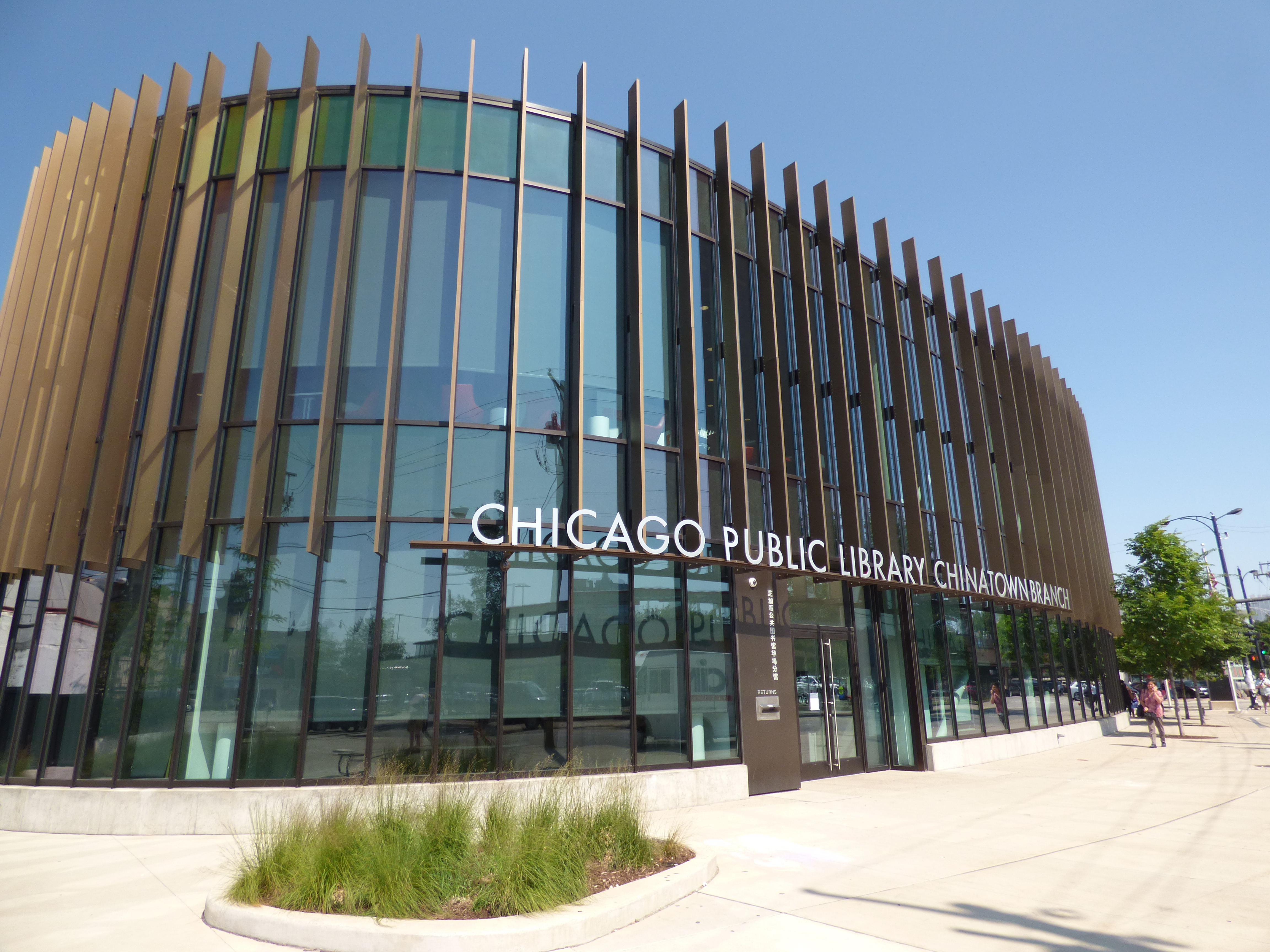
芝加哥公共图书馆华埠分馆
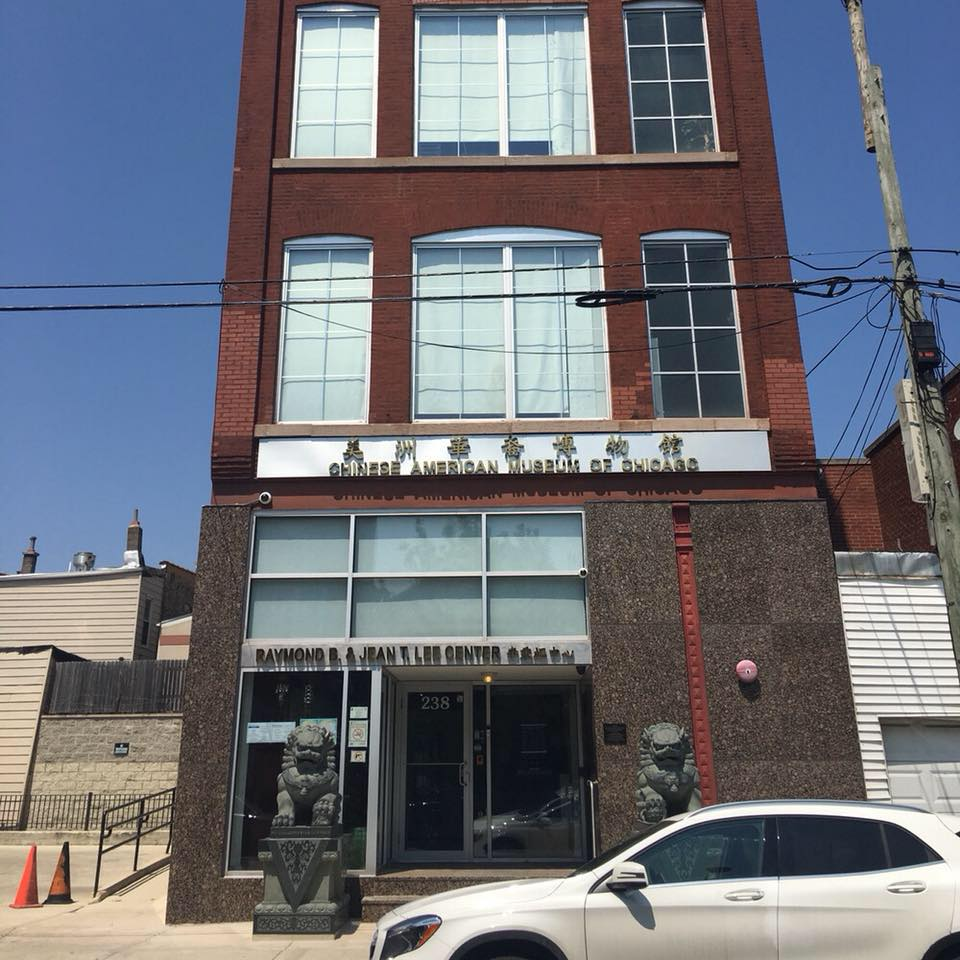
芝加哥美洲華裔博物館（英语：Chinese American Museum of Chicago）
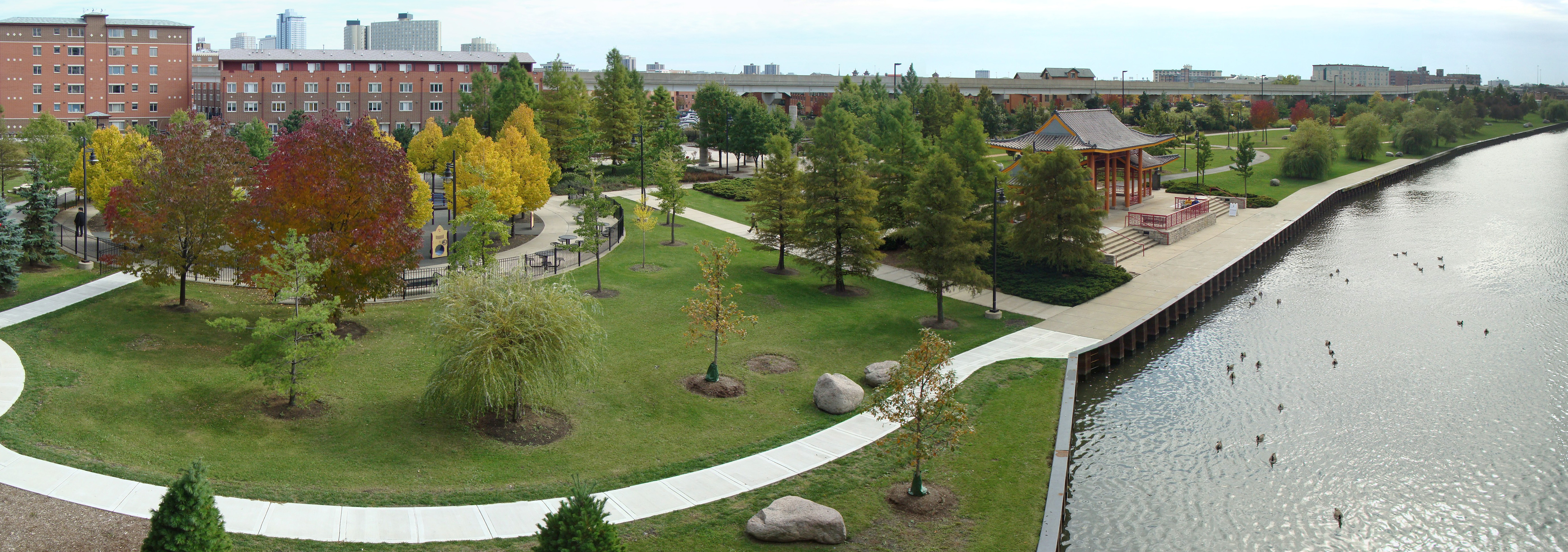
谭继平纪念公园（英语：Ping Tom Memorial Park）

## 历史

### 早期定居
1870年代中期已经有华人在芝加哥定居。到1880年代末，在芝加哥市中心的范布伦（VanBuren Street）和南克拉克街（South Clark Street）一带形成了华人聚居区。到1899年，在该区域已经有了华人经营的八家杂货店、两家药店、两家肉店和一家餐馆等。在同一时期，华人在芝加哥开设了大量洗衣店，并和英裔和德裔开设的洗衣店展开竞争，至1883年，芝加哥有198家华人洗衣店。1890年，芝加哥市官方记载的华人数量为567人。
1893年芝加哥举行世界哥伦布纪念博览会，当地华商出资成立华美公司（Wah Mee Company），在博览会上展出中国村和中国剧院。1990年代初，芝加哥涌现出了大量中餐馆。芝加哥当地的湖畔年度名录（Lakeside Annual Directory）1990年仅收录了1家中餐馆，而到了1915年，收录的中餐馆数量已经达到118家。许多餐厅做炒杂碎，也有些餐厅开始做高档餐饮迎合白人精英的口味。

### 迁至南区
1905年，为抗议加州华人所遭遇的不公正待遇，芝加哥当地华人发起抵制美货行动，而户主则以提高房屋租金的方式针锋相对。1909年纽约，女子埃尔希·西格尔在公寓里被杀害，案件的主要嫌疑人是华人莱昂·凌（Leon Ling），此事件导致全美掀起反华浪潮。芝加哥在此波浪潮中反应较为“温和”，主要以涨租的方式驱离华人。1910年，半数的华人被迫搬离原市中心范布伦和南克拉克街处的聚居区，转而定居于南边的舍麦路和永活街一带。1912年，安良工商会及其相关商业也搬至此处，此时该唐人街已初具规模，这一年也被认为是芝加哥唐人街的成立元年。1926至1928年，安良工商会在该地区建成安良工商会大楼（今培德中心），作为其新的总部，此楼也成为唐人街的标志性建筑。而设计此大楼的建筑师克里斯蒂安·迈克尔森（Christian Michaelsen）和西格德·罗恩斯塔德（Sigurd Rognstad）也受到了华人社区的欢迎，接下来参与了一系列唐人街的建筑设计和翻新项目。

### 持续发展
随着美国通过《1965年移民和国籍法》，对亚洲、非洲、南欧和东欧移民的限制性配额获得取消。这一法案也影响了唐人街的人口构成，早年以宗族亲属为主的移民群体开始逐渐被新移民取代。
1975年，“天下为公”牌楼在舍麦路和永活街交叉路口落成，由美籍华人Peter Fung设计，并建的比旧金山唐人街的牌楼更大。
随着一波又一波新移民的到达，唐人街的房屋需求日益紧张。1984年，约有8000人居住在此，而每年又有500名新移民到达。1980年代，唐人街开始计划向北扩张，当地侨领联合竞价亚珠街（Archer Avenue）以北一带32英亩的土地，这片土地原为废弃的铁路调车场和一些辅助建筑。他们最终击败美国邮政总局和1992年芝加哥世博会筹委会，于1988年拍下此地块，此举得唐人街的面积扩大了一倍。唐人街投资1亿美元在该区域新建商圈和住宅，1993年标志性的华埠广场落成开业。这片新辟出的区域也被称为“新中国城”。
1999年-2013年间，在新中国城区域建成了谭继平纪念公园，2015年在公园内建成了“祖諒體育館”（Leonard Louie Fieldhouse）。至2010年，南区阿莫尔广场的华人居民已达9721人。根据芝加哥大都会规划局2013年的报告，有78%的唐人街居民会在家讲中文，这其中又有76%的居民表示自己的英文不是很好。有半数的唐人街居民受雇于三类行业：住宿餐饮服务业（26%）、医疗保健和社会援助业（13%）、制造业（11%）。2020年代，随着新商场的开业，唐人街商圈已经拓展到芝加哥河以西。

## 交通
90號州際公路（I-90）的丹·瑞恩高速路段和55號州際公路（I-55）的史蒂文森高速路段在唐人街城南相交。
芝加哥地鐵紅線的高架铁路在唐人街有一站——舍麦-唐人街站（Cermak-Chinatown）。该站台邻近“天下为公”牌楼。

## 備註
1. ↑  芝加哥大都会规划局（英语：Chicago Metropolitan Agency for Planning）在简体中文版本规划中称“旧中国城”，在繁体中文版本规划中称“舊華埠”。[2]
2. ↑  截至2024年，中华人民共和国驻芝加哥总领事馆以“北华埠”/“中国城”称呼两地[5][6]，中華民國外交部駐芝加哥臺北經濟文化辦事處以“北华埠”/“南华埠”（或“北华埠”/“华埠”）称呼两地[7][8]。

## 延伸阅读
- Bronson, Bennet; Chiu, Joe; Ho, Chuimei. . Chinese American Museum of Chicago. 2011. ISBN 978-0-9840455-0-1.
- Ho, Chuimei. . Ho, Chuimei; Moy, Soo Lon  (编). . Arcadia Publishing. August 17, 2005. ISBN 0-7385-3444-7.

## 外部連結
- 芝城华商会Chinatown Landmarks （页面存档备份，存于）